# Tieffenbrucker (Instrumentenbauer)

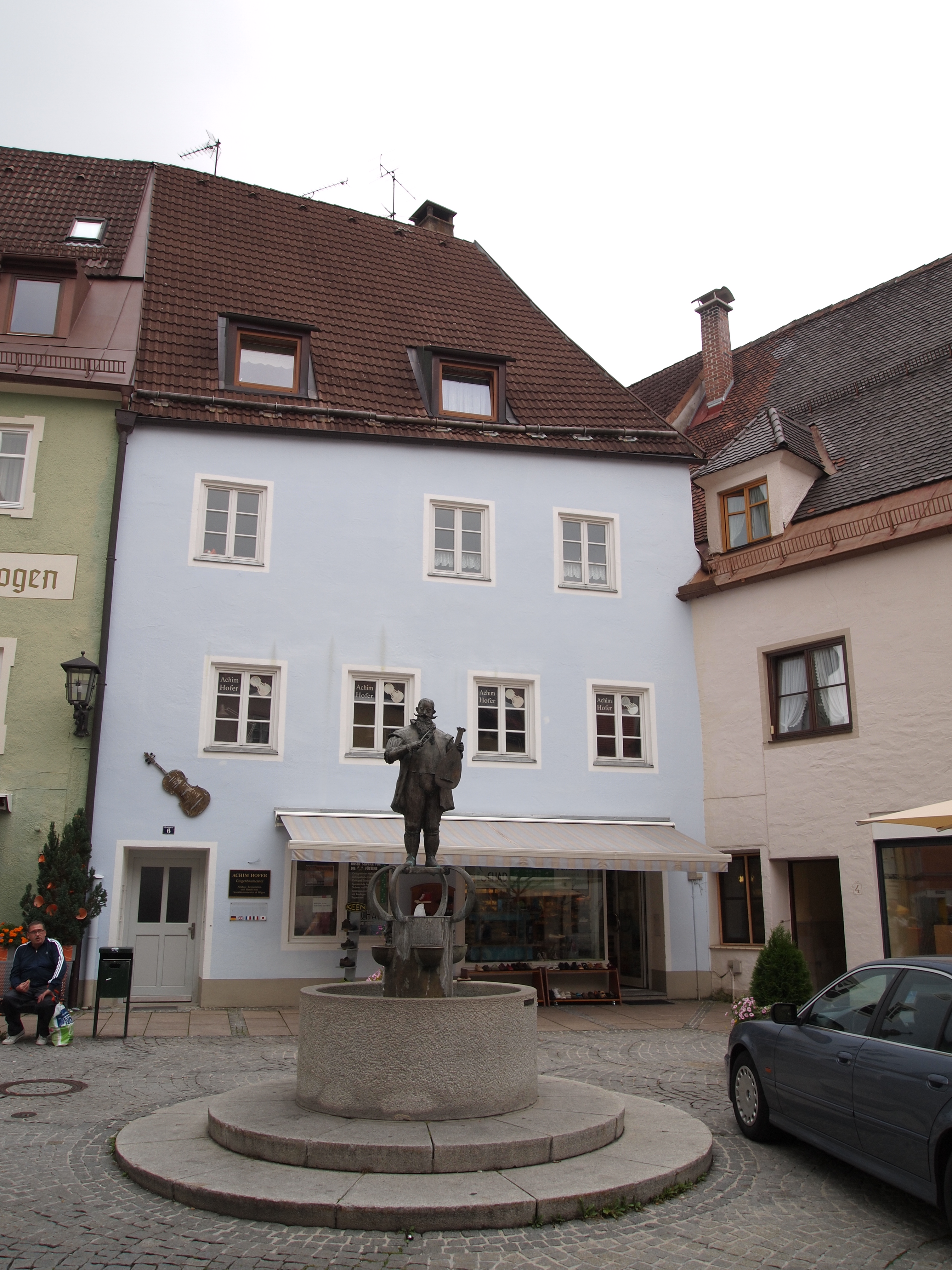
Füssen, Brotmarkt 6, Lautenmacherbrunnen mit Bronzefigur des Lautenmachers Caspar Tieffenbrucker

Die Tieffenbrucker waren eine bekannte Instrumentenbauererfamilie (hauptsächlich Lauten- und Violenbau). Sie stammte aus dem Ortsteil Tiefenbruck in der Gemeinde Roßhaupten bei Füssen, das wiederum ein bedeutendes Zentrum des Lauten- und Geigenbaus war. Viele Familienmitglieder wanderten aus, um in den europäischen Kulturmetropolen, an Fürstenhöfen und in großen Handelsstädten Werkstätten zu gründen und ihr Handwerk erfolgreich auszuüben. Die ausgewanderten Meister hielten oftmals noch Kontakt zur Heimat. Sie bezogen teilweise ihr Holz (insbesondere Eibe) weiter aus der Füssener Region und Gesellen oder Lehrlinge folgten ihnen aus der Heimat nach.
Die Schreibweise des Familiennamens variiert sehr stark. Der für nichtdeutsche Zungen schwierig auszusprechende Name Tieffenbrucker wurde oft verballhornt:
Tiefenbrugger, Tiefenbrucker, Teufenbrugger, Tuiffenbrugger, Deuffenbrugger, Dieffopruchar, Dieffoprughar, Duyfautbrocard, Duiffopruggar, Duiffoprugcar, Dubrocard, Dieffoprukhar, Diafopruchar, Thiphobrucar, Fraburgadi.
Bekannte Vertreter der Familie waren:
- Hans von Tieffenbruck (vor etwa 1485–?), Lautenmacher in Roßhaupten
- Abraam Tieffenbrucker (vor 1565–nach 1575), Sohn von Magnus (I.), Lautenmacher in Venedig
- Caspar Tieffenbrucker (1514–um 1571), Lauten- und Geigenmacher in Füssen, Lyon, Bologna, Italien und Roßhaupten
  - Lehrer von Johann Helmer (vor 1591–? ), Lautenmacher in Leipzig, Lyon
- Gaspar Tieffenbrucker (vor 1575–nach 1582), Sohn von Caspar, Lauten- und Geigenmacher in Paris und Lyon
- Jachomo Tieffenbrucker (um 1600–?), Lautenmacher in Genua, Mailand
- Jakob Tieffenbrucker (um 1500–1564), Sohn von Ulrich (I.), Lautenmacher in Genua und Roßhaupten
- Johann Tieffenbrucker (I.)(um 1550–nach 1582), Sohn von Caspar, Lautenmacher in Lyon und Paris
- Johann Tieffenbrucker (II.)(um 1551–nach 1611), Sohn von Michael, Lautenmacher in Roßhaupten und Venedig
- Johann Tieffenbrucker (III.)(vor 1583–?), Lautenmacher und Wirt in Nürnberg
- Leonardo Tieffenbrucker (vor 1590–?), Lautenmacher in Padua, Venedig
- Leonhard Tieffenbrucker (um 1525–um 1595), Lautenmacher in Padua, Bayern und Venedig
- Magnus Tieffenbrucker (I.) (1514–um 1595), Magnifico Mastro leutaro, Lautenmacher in Venedig und Vicenza
- Magnus Tieffenbrucker (II.) (vor 1565–vor 1577), Sohn von Magnus (I.), Lautenmacher in Brescia, Perugia und Roßhaupten
- Magnus Tieffenbrucker (III.) (vor 1581–nach 1629, vermutlich 1580–1631), Sohn von Ulrich (II.), Lautenmacher in Venedig
- Mang Tieffenbrucker (vor 1627–?), Lautenmacher in Perugia
- Michael Tieffenbrucker (I.)(um 1485–um 1556), Lautenmacher in Roßhaupten
- Michael Tieffenbrucker (II.)(um 1520–1585), Sohn von Michael (I.), Maler, Tafernenbesitzer, Lautenmacher in Roßhaupten
- Moises Tieffenbrucker (um 1550–1581), Sohn von Magnus (I.), Lautenmacher in Venedig
- Paolo Zuane Tieffenbrucker (1570–nach 1591), Sohn von Magnus (II.), lauter, Lautenmacher in Venedig
- Ulrich (I.) Tieffenbrucker (vor 1513–vor 1568), Lautenmacher in Bologna, Füssen, Roßhaupten und Venedig
- Ulrich (II.) Tieffenbrucker (vor 1567–nach 1573), Sohn von Ulrich (I.), Lautenmacher in Venedig
- Wendelin Tieffenbrucker (vor 1551–nach 1611), auch Vendelio Venere, Sohn von Leonhard, Lautenmacher in Padua
  - Schwiegervater von Michael Hartung, (vor 1593–nach 1640), Lautenmacher in Padua, Roßhaupten und Venedig
  - Onkel von Christoforo Heberle (um 1546–vor 1621), Lautenmacher in Venedig
    - Wendelin Heberle (1576–1643), Lautenmacher in Padua und Venedig

  - Großvater von Georg Pfanzelt (vor 1625–nach 1635), Lauten- und Geigenmacher in Padua